# 앤디 루빈
앤드루 "앤디" 루빈(영어: Andrew "Andy" Rubin, 1963년 3월 13일 ~ )은 미국의 기업인, 투자가, 프로그래머, 공학자이다. 데인저 사(社) 및 안드로이드 사 공동 창립자이자 전직 CEO를 역임하였으며 구글이 안드로이드 사를 인수한 후 구글의 모바일 부문 수석 부사장으로 일하며 안드로이드 소프트웨어 플랫폼을 비롯한 그것을 이용한 휴대 전화의 개발 업무를 관장하였다. 2014년에 구글에서 퇴사 후 에센셜 사를 창립하였다.
앤디 루빈은 뉴욕주의 호레이스 그릴리 고등학교(Horace Greeley High School)와 유티카 대학교(Utica College)를 졸업했다. 애플에서 엔지니어로서 일을 시작하였다. 나중에 애플을 나와 제네럴 매직이라는 회사로 옮긴다. 휴대용(hand-held) 기기를 위한 운영체제와 인터페이스, 이름하야 매직 캡(Magic Cap)을 만드는 회사였다. 매직 캡이 실패하자, 루빈과 그의 동료 몇 명은 제네럴 매직을 떠나 아르테미스 리서치(Artemis Research)사를 설립한다. 이 회사는 나중에 WebTV 사가 됐다. 이 회사는 마이크로소프트가 인수합병한다.
몇 년이 지나, 루빈은 마이크로소프트를 나왔다. 그와 그의 동료는 데인저 사를 만든다. 데인저 힙탑이라는 초창기 스마트폰을 만들었는데, "기술을 좋아하는" 마니아 계층에서 컬트하게 인기있었다. 앤디 루빈은, 이후, 데인저 사에서 퇴사하고 안드로이드 사를 만들었다. 안드로이드 사는 다시 구글에 인수되었고, 2013년까지 안드로이드 플랫폼의 총 책임자로 근무하였다.
2013년 5월 13일 앤디 루빈은 안드로이드 플랫폼 총 책임자에서 물러나 구글의 로봇 분야 책임자로 근무하였다
2014년 10월 31일 앤디 루빈은 구글을 퇴사하고 벤처기업 에센셜 사를 설립하였다.
2017년 11월 구글 재직시에 있었던 부적절한 관계가 보도됨에 따라 에센셜 사의 운영에서 잠시 물러났다가 당해 12월 복귀하였다.

## 참고 문헌
- John Markoff. “I'm not thing”.